# Stricticomus tobias
Stricticomus tobias é uma espécie de insetos coleópteros polífagos pertencente à família Anthicidae.
A autoridade científica da espécie é De Marseul, tendo sido descrita no ano de 1879.
Trata-se de uma espécie presente no território português.